# 0377

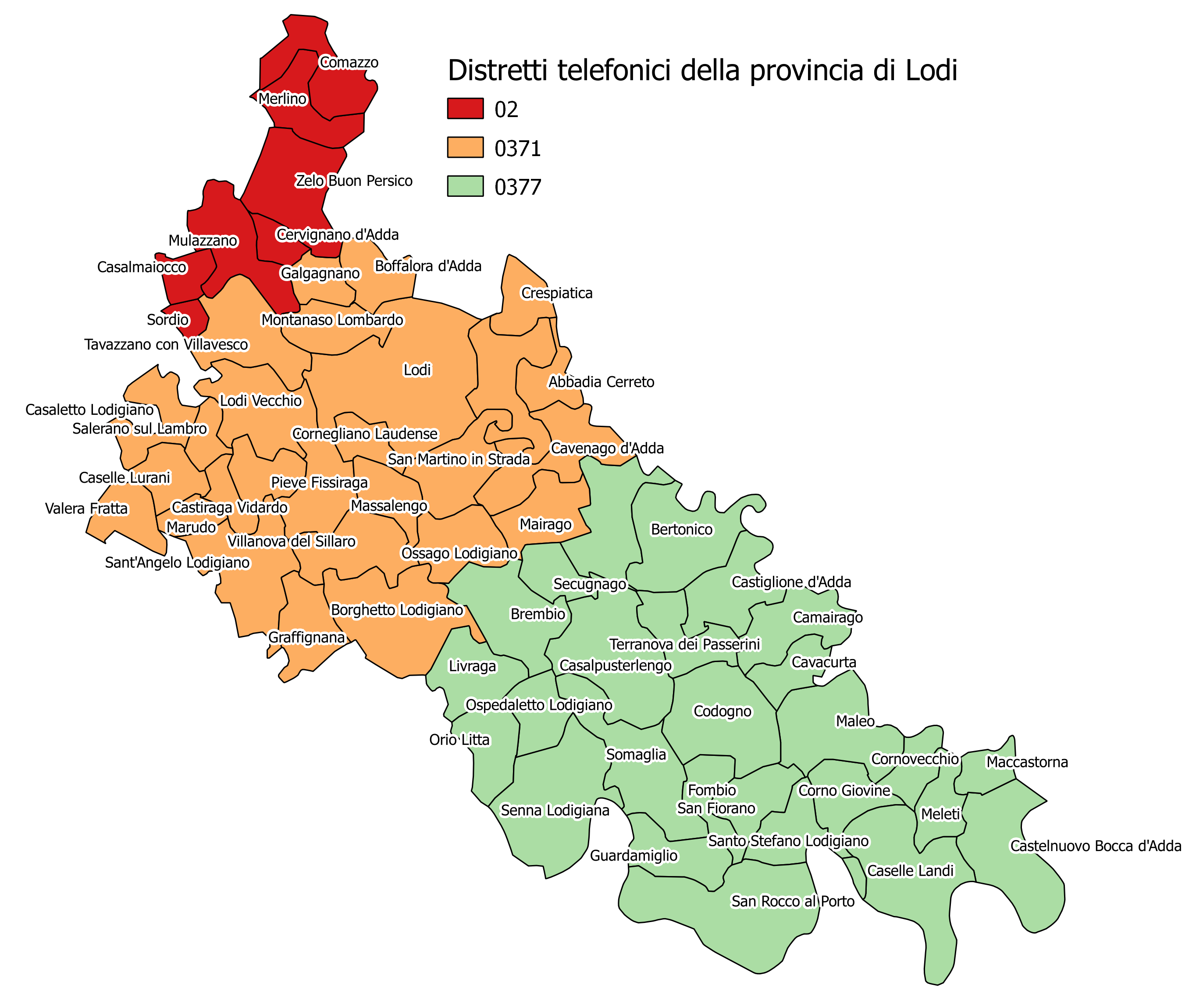
Mappa dei prefissi telefonici nella provincia di Lodi

0377 è il prefisso telefonico del distretto di Codogno, appartenente al compartimento di Milano.
Il distretto comprende la parte meridionale della provincia di Lodi. Confina con i distretti di Lodi (0371), di Crema (0373) e di Soresina (0374) a nord, di Cremona (0372) a est, di Piacenza (0523) a sud e di Pavia (0382) a ovest.

## Aree locali e comuni
Il distretto di Codogno comprende 26 comuni compresi in 1 area locale, nata dall'aggregazione dei 2 preesistenti settori di Casalpusterlengo e Codogno: Bertonico, Brembio, Casalpusterlengo, Caselle Landi, Castelgerundo, Castelnuovo Bocca d'Adda, Castiglione d'Adda, Codogno, Corno Giovine, Cornovecchio, Fombio, Guardamiglio, Livraga, Maccastorna, Maleo, Meleti, Orio Litta, Ospedaletto Lodigiano, San Fiorano, San Rocco al Porto, Santo Stefano Lodigiano, Secugnago, Senna Lodigiana, Somaglia, Terranova dei Passerini e Turano Lodigiano .